# Frank Black (album)
Albums de Frank Black
Teenager of the Year
(1994)
Albums avec les Pixies
Trompe le Monde
(1991) Death to the Pixies 1987-1991
(1997)
Singles
1. Los Angeles
Sortie : 9 mars 1993
2. Hang On to Your Ego
Sortie : 1993

Frank Black est le titre éponyme du premier album solo du musicien américain de rock alternatif Frank Black, leader et un des membres fondateurs du groupe Pixies, sorti en mars 1993.

## Présentation
Pour cet album, Frank Black, aussi connu sous le nom Black Francis, collabore avec Eric Drew Feldman (en) (Snakefinger, The Residents, Pere Ubu, etc.) pour enregistrer de nouveaux titres.
Ils commencent par réduire le nombre de reprises à une, Hang On to Your Ego (en), des Beach Boys.
Feldman devient le producteur de l'album et y joue les claviers et la guitare basse sur plusieurs morceaux, accompagné de l'ancien guitariste des Pixies, Joey Santiago, à la guitare solo.
Black Francis enregistre l'album pendant la pause et la rupture des Pixies, fin 1992 - début 1993. Il adopte ensuite le nom de scène « Frank Black  » et publie cet album éponyme en mars 1993.
L'album Frank Black se caractérise par une focalisation sur les ovnis et la science-fiction[réf. nécessaire], bien qu'il explore, également, d'autres sujets éclectiques, comme dans I Heard Ramona Sing, une chanson sur les Ramones.
L'album est similaire dans le style, à la fois musicalement et lyriquement, aux albums précédents des Pixies, Bossanova (1990) et Trompe le Monde (1991), cet opus reliant la carrière solo de Francis à celle au sein du groupe.
L'album se place 2e du classement américain Billboard Heatseekers Albums, dès le 27 mars 1993.
Deux singles sont extraits de l'album et publiés en 1993, Los Angeles et Hang On to Your Ego.
La chanson I Heard Ramona Sing est présentée dans le film Scott Pilgrim contre le monde (2010), ainsi que dans sa bande-son.

## Liste des titres
Toutes les chansons sont écrites et composées par Frank Black, sauf annotation.
| 1.    | Los Angeles                                    | 4:08 |
| 2.    | I Heard Ramona Sing                            | 3:40 |
| 3.    | Hang On to Your Ego (Brian Wilson, Tony Asher) | 3:25 |
| 4.    | Fu Manchu                                      | 3:03 |
| 5.    | Places Named After Numbers                     | 2:53 |
| 6.    | Czar                                           | 2:42 |
| 7.    | Old Black Dawning                              | 2:03 |
| 8.    | Ten Percenter                                  | 3:29 |
| 9.    | Brackish Boy                                   | 1:35 |
| 10.   | Two Spaces                                     | 2:26 |
| 11.   | Tossed (instrumental version)                  | 4:10 |
| 12.   | Parry the Wind High, Low                       | 4:32 |
| 13.   | Adda Lee                                       | 2:00 |
| 14.   | Every Time I Go Around Here                    | 3:31 |
| 15.   | Don’t Ya Rile ’Em                              | 2:53 |
| 46:29 |                                                |      |

## Crédits
| - Frank Black : guitare, chant - Eric Drew Feldman : basse, claviers - Nick Vincent : batterie, percussions - John Linnell, Kurt Hoffman : saxophones - Bob Giusti : batterie (additionnelle) - Dave Sardy, Jeff Moris Tepper, Joey Santiago : guitares (additionnelles) | - Production : Eric Drew Feldman, Frank Black - Mastering : Wally Traugott - Enregistrement, mixage : Alistair Clay - Ingénierie (assistants) : Efren Herrera, Matt Pakucko, Sean Leonard - Artwork : Simon Larbalestier - Photographie : Michael Halsband - Design : Chris Bigg, Vaughan Oliver |